# Олбинский, Василий Александрович
Василий Александрович Олбинский (1914—1945) — старший сержант Рабоче-крестьянской Красной Армии, участник Великой Отечественной войны, Герой Советского Союза (1943).

## Биография
Василий Олбинский родился 6 июля 1914 года в селе Коломийцевка (ныне — Носовский район Черниговской области Украины). После окончания школы бухгалтеров работал в колхозе. В 1941 году Олбинский был призван на службу в Рабоче-крестьянскую Красную Армию. С того же года — на фронтах Великой Отечественной войны. К сентябрю 1943 года старший сержант Василий Олбинский командовал отделением 9-го отдельного понтонно-мостового батальона 60-й армии Центрального фронта. Отличился во время битвы за Днепр.
26 сентября 1943 года передовая группа во главе с Олбинским переправилась через Днепр в районе села Окуниново Козелецкого района Черниговской области Украинской ССР и приняла активное участие в боях за захват и удержание плацдарма на его западном берегу. Группа Олбинского в течение трёх дней под массированным вражеским огнём переправляла советских бойцов и командиров, что способствовало успешному удержанию и расширению плацдарма.
Указом Президиума Верховного Совета СССР от 17 октября 1943 года за «мужество и героизм, проявленные при форсировании Днепра и удержании плацдарма на его правом берегу» старший сержант Василий Олбинский был удостоен высокого звания Героя Советского Союза с вручением ордена Ленина и медали «Золотая Звезда» за номером 3036.
20 февраля 1945 года Олбинский погиб в бою. Похоронен в посёлке Барглувка в 7 километрах к юго-западу от Гливице.
Был также награждён орденом Отечественной войны 2-й степени и рядом медалей.
В честь Олбинского названа улица и установлен памятный знак в Носовке, названа школа в его родном селе.